# Elachista (papillon)
Cet article concerne le genre de papillon. Pour le genre d'algue brune, voir Elachista (algue).
Genre
Elachista est un genre de papillons.
Ce genre comprend de nombreuses espèces dont l'identification est très récente pour certaines. Les espèces sont regroupées en 4 sous-genres.

## Espèces rencontrées en Europe

### Sous-genreAphelosetia
- Elachista acutella Kaila, 2003
- Elachista adscitella Stainton, 1851
- Elachista agelensis Traugott-Olsen, 1996
- Elachista amparoae Traugott-Olsen, 1992
- Elachista amseli Rebel, 1833
- Elachista andorraensis Traugott-Olsen, 1988
- Elachista anitella Traugott-Olsen, 1985
- Elachista arduella Kaila, 2003
- Elachista argentella (Clerck, 1759)
- Elachista (Aphelosetia) atrisquamosa Staudinger, 1880
- Elachista (Aphelosetia) baldizzonei Traugott-Olsen, 1996
- Elachista (Aphelosetia) baldizzonella Traugott-Olsen, 1985
- Elachista (Aphelosetia) bazaella Traugott-Olsen, 1992
- Elachista (Aphelosetia) bazaensis Traugott-Olsen, 1990
- Elachista (Aphelosetia) bedellella (Sircom, 1848)
- Elachista (Aphelosetia) bengtssoni Traugott-Olsen, 1992
- Elachista (Aphelosetia) berndtiella Traugott-Olsen, 1985
- Elachista (Aphelosetia) bigorrensis Traugott-Olsen, 1990
- Elachista (Aphelosetia) bisulcella (Duponchel, 1843)
- Elachista (Aphelosetia) bruuni Traugott-Olsen, 1990
- Elachista (Aphelosetia) cahorsensis Traugott-Olsen, 1992
- Elachista (Aphelosetia) casascoensis Traugott-Olsen, 1992
- Elachista (Aphelosetia) catalana Parenti, 1978
- Elachista (Aphelosetia) catalunella Traugott-Olsen, 1992
- Elachista (Aphelosetia) chamaea Kaila, 2003
- Elachista (Aphelosetia) chionella Mann, 1861
- Elachista (Aphelosetia) chrysodesmella Zeller, 1850
- Elachista (Aphelosetia) cingillella (Herrich-Schäffer, 1855)
- Elachista (Aphelosetia) clintoni Traugott-Olsen, 1992
- Elachista (Aphelosetia) collitella (Duponchel, 1843)
- Elachista (Aphelosetia) constitella Frey, 1859
- Elachista (Aphelosetia) contisella Chrétien, 1922
- Elachista (Aphelosetia) cuencaensis Traugott-Olsen, 1992
- Elachista (Aphelosetia) curonensis Traugott-Olsen, 1990
- Elachista (Aphelosetia) dalmatiensis Traugott-Olsen, 1992
- Elachista (Aphelosetia) deceptricula Staudinger, 1880
- Elachista (Aphelosetia) disemiella Zeller, 1847
- Elachista (Aphelosetia) dispilella Zeller, 1839
- Elachista (Aphelosetia) dispunctella (Duponchel, 1843)
- Elachista (Aphelosetia) drenovoi Parenti, 1981
- Elachista (Aphelosetia) dumosa Parenti, 1981
- Elachista (Aphelosetia) elsaella Traugott-Olsen, 1988
- Elachista (Aphelosetia) exigua Parenti, 1978
- Elachista (Aphelosetia) fasciola Parenti, 1983
- Elachista (Aphelosetia) festucicolella Zeller, 1859
- Elachista (Aphelosetia) flavescens Parenti, 1981
- Elachista (Aphelosetia) fuscibasella Chrétien, 1915
- Elachista (Aphelosetia) galacticella (Eversmann, 1844)
- Elachista (Aphelosetia) gangabella Zeller, 1850
- Elachista (Aphelosetia) gerdmaritella Traugott-Olsen, 1992
- Elachista (Aphelosetia) gielisi Traugott-Olsen, 1992
- Elachista (Aphelosetia) glaseri Traugott-Olsen, 1992
- Elachista (Aphelosetia) gormella Nielsen & Traugott-Olsen, 1987
- Elachista (Aphelosetia) graeca Parenti, 2002
- Elachista (Aphelosetia) grandella Traugott-Olsen, 1992
- Elachista (Aphelosetia) gregori Traugott-Olsen, 1988
- Elachista (Aphelosetia) hallini Traugott-Olsen, 1992
- Elachista (Aphelosetia) hedemanni Rebel, 1899
- Elachista (Aphelosetia) heinemanni Frey, 1866
- Elachista (Aphelosetia) heringi Rebel, 1899
- Elachista (Aphelosetia) hispanica Traugott-Olsen, 1992
- Elachista (Aphelosetia) imbi Traugott-Olsen, 1992
- Elachista (Aphelosetia) intrigella Traugott-Olsen, 1992
- Elachista (Aphelosetia) istanella Nielsen & Traugott-Olsen, 1987
- Elachista (Aphelosetia) jaeckhi Traugott-Olsen, 1990
- Elachista (Aphelosetia) karsholti Traugott-Olsen, 1992
- Elachista (Aphelosetia) klimeschiella Parenti, 2002
- Elachista (Aphelosetia) laetella Rebel, 1930
- Elachista (Aphelosetia) latipenella Sinev & Budashkin, 1991
- Elachista (Aphelosetia) lerauti Traugott-Olsen, 1992
- Elachista (Aphelosetia) littoricola Le Marchand, 1938
- Elachista (Aphelosetia) louiseae Traugott-Olsen, 1992
- Elachista (Aphelosetia) lugdunensis Frey, 1859
- Elachista (Aphelosetia) luqueti Traugott-Olsen, 1992
- Elachista (Aphelosetia) maculata Parenti, 1978
- Elachista (Aphelosetia) madridensis Traugott-Olsen, 1992
- Elachista (Aphelosetia) mannella Traugott-Olsen, 1992
- Elachista (Aphelosetia) manni Traugott-Olsen, 1990
- Elachista (Aphelosetia) metella Kaila, 2002
- Elachista (Aphelosetia) minusculella Traugott-Olsen, 1992
- Elachista (Aphelosetia) multipunctella Traugott-Olsen, 1992
- Elachista (Aphelosetia) neapolisella Traugott-Olsen, 1985
- Elachista (Aphelosetia) nedaella Traugott-Olsen, 1985
- Elachista (Aphelosetia) nevadensis Parenti, 1978
- Elachista (Aphelosetia) nielspederi Traugott-Olsen, 1992
- Elachista (Aphelosetia) nitidulella (Herrich-Schäffer 1885)
- Elachista (Aphelosetia) nolckeni Sulcs, 1992
- Elachista (Aphelosetia) nuraghella Amsel, 1951
- Elachista (Aphelosetia) obliquella Stainton, 1854
- Elachista (Aphelosetia) occidentella Traugott-Olsen, 1992
- Elachista (Aphelosetia) occulta Parenti, 1978
- Elachista (Aphelosetia) ohridella Parenti, 2001
- Elachista (Aphelosetia) olschwangi Kaila, 2003
- Elachista (Aphelosetia) ozeini Parenti, 2004
- Elachista (Aphelosetia) parvula Parenti, 1978
- Elachista (Aphelosetia) passerini Traugott-Olsen, 1996
- Elachista (Aphelosetia) pocopunctella Traugott-Olsen, 1992
- Elachista (Aphelosetia) pollinariella Zeller, 1839
- Elachista (Aphelosetia) pollutella Duponchel, 1843
- Elachista (Aphelosetia) pollutissima Staudinger, 1880
- Elachista (Aphelosetia) povolnyi Traugott-Olsen, 1992
- Elachista (Aphelosetia) pullicomella Zeller, 1839
- Elachista (Aphelosetia) punctella Traugott-Olsen, 1992
- Elachista (Aphelosetia) purella Sruoga, 2000
- Elachista (Aphelosetia) revinctella Zeller, 1850
- Elachista (Aphelosetia) rikkeae Traugott-Olsen, 1992
- Elachista (Aphelosetia) ripula Kaila, 1998
- Elachista (Aphelosetia) rudectella Stainton, 1851
- Elachista (Aphelosetia) skulei Traugott-Olsen, 1992
- Elachista (Aphelosetia) spumella Caradja, 1920
- Elachista (Aphelosetia) squamosella (Duponchel, 1843)
- Elachista (Aphelosetia) steueri Traugott-Olsen, 1990
- Elachista (Aphelosetia) subalbidella Schläger, 1847
- Elachista (Aphelosetia) subocellea (Stephens, 1834)
- Elachista (Aphelosetia) sutteri Kaila, 2002
- Elachista (Aphelosetia) svenssoni Traugott-Olsen, 1988
- Elachista (Aphelosetia) szocsi Parenti, 1978
- Elachista (Aphelosetia) teruelensis Traugott-Olsen, 1990
- Elachista (Aphelosetia) totanaensis Traugott-Olsen, 1992
- Elachista (Aphelosetia) toveella Traugott-Olsen, 1985
- Elachista (Aphelosetia) triatomea (Haworth, 1828)
- Elachista (Aphelosetia) tribertiella Traugott-Olsen, 1985
- Elachista (Aphelosetia) triseriatella Stainton, 1854
- Elachista turkensis Traugott-Olsen, 1990
- Elachista (Aphelosetia) unifasciella (Haworth, 1828)
- Elachista (Aphelosetia) vanderwolfi Traugott-Olsen, 1992
- Elachista (Aphelosetia) varensis Traugott-Olsen, 1992
- Elachista (Aphelosetia) vegliae Parenti, 1978
- Elachista (Aphelosetia) veletaella Traugott-Olsen, 1992
- Elachista (Aphelosetia) vivesi Traugott-Olsen, 1992
- Elachista (Aphelosetia) zuernbaueri Traugott-Olsen, 1990

### Sous-genreDibrachia
- Elachista (Dibrachia) anatoliensis Traugott-Olsen, 1990
- Elachista (Dibrachia) kalki Parenti, 1978

### Sous-genreElachista
- Elachista (Elachista) abiskoella Bengtsson, 1977
- Elachista (Elachista) adelpha Kaila & Jalava, 1994
- Elachista (Elachista) albicapilla Höfner, 1918
- Elachista (Elachista) albidella Nylander, 1848
- Elachista (Elachista) albifrontella (Hübner, 1817)
- Elachista (Elachista) alpinella Stainton, 1854
- Elachista (Elachista) anserinella Zeller, 1839
- Elachista (Elachista) anserinelloides Nel, 2003
- Elachista (Elachista) apicipunctella Stainton, 1849
- Elachista (Elachista) argentifasciella Höfner, 1898
- Elachista (Elachista) arnoldi (Koster, 1993)
- Elachista (Elachista) atricomella Stainton, 1849
- Elachista (Elachista) biatomella (Stainton, 1848)
- Elachista (Elachista) bifasciella Treitschke, 1833
- Elachista (Elachista) boursini Amsel, 1951
- Elachista (Elachista) brachypterella (Klimesch, 1990)
- Elachista (Elachista) buvati (Traugott-Olsen, 1994)
- Elachista (Elachista) canapennella (Hübner, 1813)
- Elachista (Elachista) canariella Nielsen & Traugott-Olsen, 1987
- Elachista (Elachista) christenseni Traugott-Olsen, 2000
- Elachista (Elachista) cinereopunctella (Haworth 1828)
- Elachista (Elachista) compsa Traugott-Olsen, 1974
- Elachista (Elachista) consortella Stainton, 1851
- Elachista (Elachista) contaminatella Zeller, 1847
- Elachista (Elachista) devexella Kaila, 2003
- Elachista (Elachista) diederichsiella E. Hering, 1889
- Elachista (Elachista) differens Parenti, 1978
- Elachista (Elachista) dimicatella Rebel, 1903
- Elachista (Elachista) elegans Frey, 1859
- Elachista (Elachista) eleochariella Stainton, 1851
- Elachista (Elachista) encumeadae Kaila & Karsholt, 2002
- Elachista (Elachista) eskoi Kyrki & Karvonen, 1985
- Elachista (Elachista) exactella (Herrich-Schäffer, 1855)
- Elachista (Elachista) excelsicola Braun, 1948
- Elachista (Elachista) falirakiensis Traugott-Olsen, 2000
- Elachista (Elachista) freyerella (Hübner, 1825)
- Elachista (Elachista) freyi Staudinger, 1871
- Elachista (Elachista) fulgens Parenti, 1983
- Elachista (Elachista) fuscofrontella Sruoga, 1990
- Elachista (Elachista) geminatella (Herrich-Schäffer, 1855)
- Elachista (Elachista) glaserella Traugott-Olsen, 2000
- Elachista (Elachista) gleichenella (Fabricius, 1781)
- Elachista (Elachista) griseella (Duponchel, 1843)
- Elachista (Elachista) gruenewaldi Parenti, 2002
- Elachista (Elachista) herrichii Frey, 1859
- Elachista (Elachista) humilis Zeller, 1850
- Elachista (Elachista) ibericella Traugott-Olsen, 1995
- Elachista (Elachista) igaloensis Amsel, 1951
- Elachista (Elachista) imatrella Schantz, 1971
- Elachista (Elachista) infuscata Frey, 1882
- Elachista (Elachista) ingeborgae (Traugott-Olsen, 1994)
- Elachista (Elachista) irenae Buszko, 1989
- Elachista (Elachista) jaskai Kaila, 1998
- Elachista (Elachista) juliensis Frey, 1870
- Elachista (Elachista) kebneella (Traugott-Olsen & Nielsen, 1977)
- Elachista (Elachista) kilmunella Stainton, 1849
- Elachista (Elachista) kosteri Traugott-Olsen, 1995
- Elachista (Elachista) krogeri Svensson, 1976
- Elachista (Elachista) lastrella Chrétien, 1896
- Elachista (Elachista) leifi Kaila & Kerppola, 1992
- Elachista (Elachista) luticomella Zeller, 1839
- Elachista (Elachista) maculicerusella (Bruand, 1859)
- Elachista (Elachista) maculosella Chrétien, 1896
- Elachista (Elachista) martinii O. Hofmann, 1898
- Elachista (Elachista) megagnathos Sruoga, 1990
- Elachista (Elachista) minuta (Parenti, 2003)
- Elachista (Elachista) morandinii Huemer & Kaila, 2003
- Elachista (Elachista) nevadella Traugott-Olsen, 2000
- Elachista (Elachista) nielswolffi Svensson, 1976
- Elachista (Elachista) nobilella Zeller, 1839
- Elachista (Elachista) occidentalis Frey, 1882
- Elachista (Elachista) ornithopodella Frey, 1859
- Elachista (Elachista) orstadii N. Palm, 1943
- Elachista (Elachista) pigerella (Herrich-Schäffer, 1854)
- Elachista (Elachista) poae Stainton, 1855
- Elachista (Elachista) pomerana Frey, 1870
- Elachista (Elachista) quadripunctella (Hübner, 1825)
- Elachista (Elachista) regificella Sircom, 1849
- Elachista (Elachista) rufocinerea (Haworth, 1828)
- Elachista (Elachista) ruthae (Traugott-Olsen, 1994)
- Elachista (Elachista) scirpi Stainton, 1887
- Elachista (Elachista) serricornis Stainton, 1854
- Elachista (Elachista) sicula Parenti, 1978
- Elachista (Elachista) stabilella Stainton, 1858
- Elachista (Elachista) stenopterella Rebel, 1932
- Elachista (Elachista) subnigrella Douglas, 1853
- Elachista (Elachista) tanaella Aarvik & Berggren, 2003
- Elachista (Elachista) tengstromi Kaila, Bengtsson, Sulcs & Junnilainen, 2001
- Elachista (Elachista) tetragonella (Herrich-Schäffer, 1855)
- Elachista (Elachista) trapeziella Stainton, 1849
- Elachista (Elachista) utonella Frey, 1856
- Elachista (Elachista) vonschantzi Svensson, 1976
- Elachista (Elachista) wieseriella Huemer, 2000
- Elachista (Elachista) zernyi Hartig, 1941
- Elachista (Elachista) zonulae Sruoga, 1992

### Sous-genreHemiprosopa
- Elachista (Hemiprosopa) altaica (Sinev, 1998)